# Troubled Desire
Troubled Desire ist eine Website, die ein kostenloses und anonymes Hilfsangebot für Menschen, die sich Gedanken über ihre sexuelle Anziehung zu Kindern machen, bietet. Die Website wird vom Institut für Sexualwissenschaft und Sexualmedizin der Charité – Universitätsmedizin Berlin betrieben.

## Grundlagen
Troubled Desire schließt eine Versorgungslücke an präventiven Angeboten für Personen, bei denen das Risiko besteht, sexuelle Übergriffe an Kindern zu begehen. Es gibt Personen mit sexuellem Interesse an vorpubertären und frühpubertären Kindern (d. h. Personen mit pädophilem bzw. hebephilem sexuellem Interesse) die Möglichkeit eine Selbsteinschätzung sowie Trainingsmodule für das Selbstmanagement zu nutzen. Das Hilfsangebot ist dazu konzipiert, diesen Personen zu helfen, Sicherheit, Wohlbefinden und gesundes Verhalten zu stärken, um Minderjährige zu schützen und den Konsum problematischer Medien zu vermeiden.

## Online-Selbsthilfe
Die Selbsthilfe-Module bieten umfassende Informationen und Interventionen zu verschiedenen Aspekten der Sexualität. Sie beleuchten die sexuelle Präferenzstruktur und ermöglichen Einblicke in die Vielfalt sexueller Vorlieben. Besonders wird auf gesundes Sexualverhalten eingegangen, indem das Konzept der gegenseitigen Einwilligung und Aufklärung über problematisches Sexualverhalten diskutiert wird. Zusätzlich werden Mythen und Fakten rund um Liebe und Sexualität adressiert, um falsche Annahmen zu korrigieren.
Ein weiterer Schwerpunkt liegt auf der Erklärung der Entstehung sexueller Vorlieben und der Bedeutung von Akzeptanz, welche durch Wissen gefördert wird. Methoden zur Entspannung und zur Bewältigung alltäglicher Herausforderungen werden ebenso vorgestellt wie Strategien zur Impulskontrolle und zur Identifikation persönlicher Trigger, die problematisches Verhalten fördern könnten.
Darüber hinaus werden die Wichtigkeit von Empathie und Selbstwahrnehmung hervorgehoben, um problematische Verhaltensweisen frühzeitig erkennen und adressieren zu können. Es wird auch die Möglichkeit medikamentöser Behandlungen erörtert, um intensives, unkontrollierbares sexuelles Verlangen zu managen. Ebenso wird die Schlüsselrolle des individuellen Wohlbefindens betont, unterstützt durch persönliche Geschichten und Hilfsmittel zur Selbsthilfe. Die Selbsthilfe-Module sind an das Therapiemanual der Berliner Dissexualitätstherapie (BEDIT) angelehnt.

## Therapeutischer Chat Service
Im Oktober 2023 wurde die Plattform Troubled Desire um einen Therapeutischen Chat Service erweitert. Dieses Angebot wird im Rahmen des Projekts „STOP-CSAM“ durch eine Förderung des Internal Security Fund (ISF) der Europäischen Kommission ermöglicht. Das therapeutische Angebot richtet sich speziell an Personen, die Missbrauchsabbildungen (CSAM; sogenannte „Kinderpornografie“) verwenden und damit aufhören möchten. Das Hauptziel des Therapeutischen Chat Services ist die Bekämpfung des sexuellen Missbrauchs und der Ausbeutung von Kindern. Der Therapeutische Chat Service richtet sich an Personen, die kurz davor stehen, problematisches Online-Verhalten zu zeigen, oder für jene, die gefährdet sind, Missbrauchsabbildungen zu nutzen. Die Teilnahme am Therapeutischen Chat Service ist freiwillig, allerdings müssen spezifische Kriterien erfüllt sein, um in die Forschungsstudie aufgenommen zu werden. Alle Teilnehmer und Teilnehmerinnen müssen ihre informierte Zustimmung online geben.
Für die Teilnahme an einer Chat-Sitzung benötigen der Therapeut bzw. die Therapeutin und der Teilnehmer oder die Teilnehmerin jeweils eine Internetverbindung, z. B. mit einem Computer, Tablet oder Smartphone. Sie treffen sich online zu einem vorher festgelegten Zeitpunkt. Die Intervention umfasst typischerweise vier Sitzungen, die jeweils 50 Minuten dauern und über vier Wochen verteilt sind. Alle beteiligten Therapeutinnen und Therapeuten sind qualifizierte Fachkräfte, die eine spezialisierte Ausbildung absolviert haben. Der Therapeutische Chat Service steht auf Deutsch, Englisch, Spanisch, Portugiesisch und Tschechisch bis Oktober 2024 zur Verfügung.